# Bombylisoma horni
Bombylisoma horni är en tvåvingeart som först beskrevs av Hesse 1938.  Bombylisoma horni ingår i släktet Bombylisoma och familjen svävflugor. Inga underarter finns listade i Catalogue of Life.